# Mekone I
Mekone I est un village de la région du Centre du Cameroun. Il est localisé dans l'arrondissement (commune) de Minta, département de la Haute-Sanaga. On y accède par la piste rurale qui lie Minta à Nsem.

## Population et société
En 1963, la population de Mekone I était de 428 habitants. La population est essentiellement constituée de Bamvele.